# Wolfgang Spanring
Wolfgang Spanring (* 9. September 1980) ist ein ehemaliger österreichischer Fußballspieler.

## Karriere
Spanring begann seine Karriere beim SC Kundl. 1995 kam er ins BNZ Tirol. 1998 kehrte er zum Regionalligisten SC Kundl zurück, für den er im September 1998 gegen die Amateure des FC Tirol Innsbruck in der 63. Minute für Catip Osmani eingewechselt wurde.
2001 wechselte Spanring zum Zweitligisten SV Wörgl. Sein Debüt in der zweiten Liga gab er im August 2001, als er am siebten Spieltag der Saison 2001/02 gegen den DSV Leoben in der Startelf stand und schließlich in der 64. Minute durch Johannes Schneeberger ersetzt wurde. Dieser Einsatz blieb allerdings das einzige Zweitligaspiel für Spanring für die Wörgler.
Im Jänner 2002 kehrte er schließlich zu Kundl zurück. Mit dem Verein musste er 2003 in die Tiroler Liga absteigen. Zur Saison 2003/04 wechselte er zum Regionalligisten SVG Reichenau. 2005 ging er zum SC Schwaz. Nach einer Saison in Schwaz kehrte er zu Reichenau zurück. Im Jänner 2008 folgte schließlich ein zweites Engagement beim inzwischen viertklassig spielenden SV Wörgl. 2008 kehrte er zum SC Kundl zurück.
Nach sechs Jahren bei Kundl wechselte er 2014 zum SV Kirchbichl. 2015 wurde er spielender Co-Trainer beim sechstklassigen SV Westendorf. Dort beendete er nach der Saison 2017/18 auch seine Karriere.

## Privates
Spanring ist hauptberuflich Lehrer an der NMS in Rattenberg und lebt in Kundl. Sein Zwillingsbruder Thomas war ebenfalls als Fußballer aktiv, kam allerdings im Gegensatz zu Wolfgang nie über den Amateurbereich hinaus.